# Dorus de Vries
Dorus de Vries (ur. 29 grudnia 1980 w Beverwijk) – holenderski piłkarz występujący na pozycji bramkarza w szkockim klubie Celtic F.C. Wychowanek Beverwijk, w swojej karierze grał także w takich zespołach jak Telstar, ADO Den Haag, Dunfermline Athletic, Swansea City, Wolverhampton Wanderers oraz Nottingham Forest. Do Celtiku trafił 13 sierpnia 2016 roku, podpisując z klubem dwuletnią umowę. W barwach zespołu zadebiutował 27 sierpnia 2016 roku podczas wygranego 4:1 spotkania ligowego z Aberdeen.